# Rhymney Valley (distrikt)
Rhymney Valley var ett distrikt i grevskapet Mid Glamorgan, i Wales. Detta distrikt hade 104 000 invånare år 1992. Distriktet upprättades den 1 april 1974 genom att stadsdistrikten Bedwas and Machen och Rhymney och del av stadsdistrikten Bedwellty, Caerphilly och Gelligaer slogs ihop med del av landsdistriktet Cardiff. Det avskaffades 1 april 1996 och blev en del av Caerphilly.